# Aglaofonte il Vecchio
Aglaofonte il Vecchio (in greco: Ἀγλαοφῶν, in latino: Aglaŏphon; Taso, ... – ...; fl. V secolo a.C.) è stato un pittore greco antico della prima metà del V secolo a.C..
Padre e maestro di Polignoto, ebbe un secondo figlio di nome Aristofonte. Marco Fabio Quintiliano lo cita fra i pittori più apprezzati dai propri contemporanei non solo per l'antichità, ma anche per la semplicità nell'uso del colore, ancora legato a modi arcaici (Quintiliano, Inst. or., XII. 10, 3). È ricordato come colui che dipinse per la prima volta una Vittoria alata (Scoliaste d'Aristofane negli Uccelli, 573).